# Mahfuzur Rahman (Leichtathlet, 2000)
Mahfuzur Rahman (bengalisch মাহফুজুর রহমান, * 15. Oktober 2000) ist ein bangladeschischer Leichtathlet, der sich auf den Hochsprung spezialisiert hat.

## Sportliche Laufbahn
Erste internationale Erfahrungen sammelte Mahfuzur Rahman im Jahr 2016, als er bei den Südasienspielen in Guwahati mit übersprungenen 2,00 m Rang vier im Hochsprung belegte. 2017 schied er bei den Asienmeisterschaften in Bhubaneswar mit 2,00 m in der Qualifikation und 2019 gewann er dann bei den Südasienspielen in Kathmandu mit einer Höhe von 2,16 m die Silbermedaille hinter dem Inder Sarvesh Anil Kushare und stellte damit einen neuen Landesrekord auf. 2022 wurde er bei den Commonwealth Games in Birmingham mit 2,10 m Elfter und 2024 gewann er bei den Hallenasienmeisterschaften in Teheran mit 2,15 m die Bronzemedaille hinter den Japanern Ryōichi Akamatsu und Yūto Seko.
In den Jahren von 2020 bis 2022 wurde Rahman bangladeschischer Meister im Hochsprung.